# Изданци из опаљеног грма
„Изданци из опаљеног грма” је југословенска телевизијска серија снимљена 1972. године у продукцији Телевизије Београд.Серију је режирао Едуард Галић а сценарио је базиран на основу истоименог дела Вељка Петровића из 1932. године.
Серија говори о трагичним судбинама ратника и цивила у Првом светском рату и снимљена је у шест епизода.

## Епизоде
| Сезона | Епизода | Назив               | Датум             |
| ------ | ------- | ------------------- | ----------------- |
| 1      | 1       | Талог               | 12.октобра 1972.  |
| 1      | 2       | Горча Посилни       | 19.октобра 1972.  |
| 1      | 3       | Мађар Писта         | 26.октобра 1972.  |
| 1      | 4       | Ни имена им не знам | 2.новембра 1972.  |
| 1      | 5       | Терет               | 9.новембра 1972.  |
| 1      | 6       | Повратак            | 16.новембра 1972. |

## Улоге
| Глумац                   | Улога                                |
| ------------------------ | ------------------------------------ |
| Славко Симић             | Слепи старац, Катин муж (1 еп. 1972) |
| Јован Јанићијевић Бурдуш | Посилни Горча (1 еп. 1972)           |
| Воја Мирић               | Српски официр (1 еп. 1972)           |
| Шпиро Губерина           | Мађарски официр (1 еп. 1972)         |
| Марија Сабо              | Ката, старица (1 еп. 1972)           |
| Матија Пасти             | Мађар Писта (1 еп. 1972)             |
| Горан Султановић         | (1 еп. 1972)                         |
| Раде Марковић            | Вујовић (1 еп. 1972)                 |
| Маја Димитријевић        | Госпођа Вујовић (1 еп. 1972)         |
| Михаило Миша Јанкетић    | (1 еп. 1972)                         |
| Деса Берић               | (1 еп. 1972)                         |
| Драгомир Бојанић Гидра   | Мајор Светислав Глишић (1 еп. 1972)  |
| Светлана Бојковић        | (1 еп. 1972)                         |
| Драгомир Чумић           | (1 еп. 1972)                         |
| Густав Цене              | Мађарски војник (1 еп. 1972)         |
| Душан Димитријевић       | Посилни (1 еп. 1972)                 |
| Дивна Ђоковић            | (1 еп. 1972)                         |
| Томанија Ђуричко         | (1 еп. 1972)                         |
| Љубица Јанићијевић       | (1 еп. 1972)                         |

 Остале улоге  ▼
| Глумац                         | Улога                                   |
| ------------------------------ | --------------------------------------- |
| Ђорђе Јелисић                  | (1 еп. 1972)                            |
| Бранислав Цига Јеринић         | (1 еп. 1972)                            |
| Славка Јеринић                 | Госпођа Глишић (1 еп. 1972)             |
| Љиљана Крстић                  | (1 еп. 1972)                            |
| Милорад Мајић                  | Милутинов деда (1 еп. 1972)             |
| Весна Малохоџић                | (1 еп. 1972)                            |
| Милан Цаци Михаиловић          | Милутин Вујовић (1 еп. 1972)            |
| Тамара Милетић                 | (1 еп. 1972)                            |
| Иштван Наги                    | Мађарски војник (1 еп. 1972)            |
| Ђорђе Ненадовић                | (1 еп. 1972)                            |
| Светолик Никачевић             | (1 еп. 1972)                            |
| Божидар Павићевић Лонга        | (1 еп. 1972)                            |
| Милан Пузић                    | (1 еп. 1972)                            |
| Лајош Санта Пуста              | Мађарски војник (1 еп. 1972)            |
| Маринко Шебез                  | (1 еп. 1972)                            |
| Анђелка Трифуновић             | Девојчица (1 еп. 1972)                  |
| Горан Трифуновић               | Дечак (1 еп. 1972)                      |
| Мирјана Вукојчић               | (1 еп. 1972)                            |
| Станимир Аврамовић             | (непознат број епизода)                 |
| Милан Босиљчић Бели            | (непознат број епизода)                 |
| Богић Бошковић                 | (непознат број епизода)                 |
| Љубомир Ћипранић               | (непознат број епизода)                 |
| Иван Ђурђевић                  | (непознат број епизода)                 |
| Ђорђе Георгијевић Грга         | Певач (непознат број епизода)           |
| Градимир Хаџи Славковић Хаџија | Певач (непознат број епизода)           |
| Богдан Јакуш                   | (непознат број епизода)                 |
| Милош Кандић                   | (непознат број епизода)                 |
| Дамјан Клашња                  | (непознат број епизода)                 |
| Ранко Ковачевић                | (непознат број епизода)                 |
| Предраг Матић Шане             | Певац (непознат број епизода)           |
| Војислав Мићовић               | (непознат број епизода)                 |
| Радомир Поповић                | (непознат број епизода)                 |
| Владимир Поповић               | Певач (непознат број епизода)           |
| Драгослав Радоичић Бели        | (непознат број епизода)                 |
| Хади Схеху                     | (непознат број епизода)                 |
| Јахја Шеху                     | (непознат број епизода)                 |
| Душан Тадић                    | Коњички капетан (непознат број епизода) |
| Михајло Викторовић             | (непознат број епизода)                 |
| Драгољуб Војнов                | (непознат број епизода)                 |
| Гизела Вуковић                 | (непознат број епизода)                 |
| Бранка Зорић                   | Трудница (непознат број епизода)        |
| Ференц Арок                    | (непознат број епизода)                 |

Комплетна ТВ екипа  ▼
| Редитељ                   | Едуард Галић            | (6 еп. 1972)                                              |
| Сценариста                | Едуард Галић            | (6 еп. 1972)                                              |
| Сценариста                | Вељко Петровић          | (6 еп. 1972)                                              |
| Композитор                | Војислав Костић         | (6 еп. 1972)                                              |
| Директор фотографије      | Петар Лаловић           | (6 еп. 1972)                                              |
| Mонтажер                  | Катарина Стојановић     | (6 еп. 1972)                                              |
| Сценограф                 | Миодраг Мирић           | (6 еп. 1972)                                              |
| Костимограф               | Мирјана Остојић         | (6 еп. 1972)                                              |
| Одсек за шминку           | Марија Кордић           | шминкер (6 еп. 1972)                                      |
| Менаџер продукције        | Драгослав Радоичић Бели | продуцтион манагер / унит продуцтион манагер (6 еп. 1972) |
| Менаџер продукције        | Михајло Рашић           | директор филма (6 еп. 1972)                               |
| Помоћник режије           | Душан Димитријевић      | помоћник редитеља (6 еп. 1972)                            |
| Помоћник режије           | Слободан Рогановић      | помоћник редитеља (6 еп. 1972)                            |
| Уметнички одсек           | Сретен Јовановић        | сценски реквизитер (6 еп. 1972)                           |
| Уметнички одсек           | Иван Петровић           | сценски реквизитер (6 еп. 1972)                           |
| Уметнички одсек           | Живан Влајић            | сценски реквизитер (6 еп. 1972)                           |
| Одсек за звук             | Драган Илић             | тон мајстор (6 еп. 1972)                                  |
| Одсек за звук             | Хазир Сецировиц         | микроман (6 еп. 1972)                                     |
| Одсек за звук             | Милан Зец               | микроман (6 еп. 1972)                                     |
| Специјални ефекти         | Живко Животић           | пиротехничар (6 еп. 1972)                                 |
| Одсек за камеру и расвету | Јован Јелић             | гаффер / лигхтинг тецхнициан (6 еп. 1972)                 |
| Одсек за камеру и расвету | Вукашин Младеновић      | кеy грип / грип (6 еп. 1972)                              |
| Одсек за камеру и расвету | Душан Стефановић        | сниматељ (6 еп. 1972)                                     |
| Одсек за камеру и расвету | Драгослав Вилотић       | пратилац камере (6 еп. 1972)                              |
| Одсек за костим           | Сима Бикић              | гардеробер (6 еп. 1972)                                   |
| Одсек за монтажу          | Катарина Стефановић     | асистент монтажера (6 еп. 1972)                           |
| Музички одсек             | Рајко Смедеревац        | мусиц цоординатор (6 еп. 1972)                            |
| Остала екипа              | Радмила Ћаловић         | секретар режије (6 еп. 1972)                              |
| Остала екипа              | Бојана Андрић           | драматург (1 еп. 1972)                                    |